# انچوراج (ویسکانسین)
انچوراج، ویسکانسین (به انگلیسی: Anchorage, Wisconsin) یک شهر متروکه در ایالات متحده آمریکا است که در Waumandee واقع شده‌است.

## خصوصیات
انچوراج ۲۳۷٫۱۴ متر بالاتر از سطح دریا واقع شده‌است.